# XXXIV Liceum Ogólnokształcące z Oddziałami Dwujęzycznymi im. Miguela de Cervantesa w Warszawie
XXXIV Liceum Ogólnokształcące z Oddziałami Dwujęzycznymi im. Miguela de Cervantesa – liceum ogólnokształcące w Warszawie.

## Historia
Szkoła powstała 28 września 1945 roku. Rok później nadano jej imię gen. broni Karola Świerczewskiego ps. „Walter”. W połowie lat 50. XX wieku siedzibą szkoły został budynek przy ul. Zakrzewskiej 24. W kolejnych latach istnienia placówki rozwinął się ruch naukowy oraz powołano do życia drużynę harcerską. Na początku lat 90. do użytku oddano halę sportową.
23 kwietnia 1991 roku szkole nadano imię renesansowego pisarza hiszpańskiego Miguela de Cervantesa.

## O szkole
W szkole znajdują się 24 sale lekcyjne, w tym pracownie przedmiotowe wyposażone w sprzęt multimedialny, pracownia plastyczna, dwie galerie wystawiennicze, pełnowymiarowa hala sportowa (800 m²) po kapitalnym remoncie.

## Absolwenci
- Magdalena Biejat – polityk[2]
- Feliks Falk – reżyser[3]
- Stefan Friedmann – aktor
- Piotr Fronczewski − aktor
- Artur Górski − polityk, publicysta, politolog[4]
- Joanna Jabłczyńska – aktorka[5]
- Natalia Januszko – stewardesa 36 Specjalnego Pułku Lotnictwa Transportowego, ofiara katastrofy smoleńskiej
- Karol Kłos – siatkarz[6]
- Marcin Kołodyński – aktor i prezenter telewizyjny[7]
- Marcel Łoziński – reżyser[3]
- Paweł Poncyljusz – polityk[8]
- Włodzimierz Press – aktor[3]
- Bartosz Węglarczyk − dziennikarz[4]